# برايان فيشر
برايان فيشر (بالإنجليزية: Bryan Fisher)‏ مواليد 1 أغسطس 1980، هو ممثل أمريكي بدأ مسيرته الفنية سنة 2001.

## الأعمال
- الرجل الخفي (2001)
- دون أثر (2009) (بدور: جيمي)

## روابط خارجية
- برايان فيشر على موقع IMDb (الإنجليزية)
- برايان فيشر على موقع قاعدة بيانات الفيلم (الإنجليزية)